# Podolany (rejon postawski)
Podolany (biał. Падаляны; ros. Подоляны) − wieś na Białorusi, w obwodzie witebskim, w rejonie postawskim, w sielsowiecie Komaje.

## Historia
W czasach zaborów wieś w okręgu wiejskim Wierenki, w gminie Kobylnik, w powiecie święciańskim, w guberni wileńskiej Imperium Rosyjskiego. W 1866 roku liczyła 23 mieszkańców w 4 domach, należała do dóbr Czetwierć, własność Dowiczełów. W 1905 roku liczyła 49 mieszkańców, 69 dziesięcin.
Po I wojnie światowej pod administracją polską, w Zarządzie Cywilnym Ziem Wschodnich. W latach 1920–1922 w składzie Litwy Środkowej.
Od 11 kwietnia 1922 wieś leżała w Polsce, w województwie wileńskim, w powiecie święciańskim, od 1926 roku w powiecie postawskim, w gminie Kobylnik.
W 1931 wieś w 9 domach zamieszkiwało 39 osób.
W 1938 roku miejscowość należała do gromady Wereńki gminy Kobylnik.
Do 1945 w Polsce. Od 1946 roku w granicach Związku Sowieckiego. Od 1991 w niepodległej Białorusi.
Do 2013 roku w sielsowiecie Szyrki.